# Myrms
De Myrms zijn een dwergvolk in de fictieve wereld van de stripserie Thorgal. Zij leven in het verzwolgen woud aan de kust van Zhar en voorzien in hun levensonderhoud door te jagen en vissen. De Myrms leven in stammen, waarvan sommige zich schuldig maken aan piraterij en kannibalisme. Dankzij de wijze man Armenos zijn de Myrms immuun voor de blauwe ziekte die talloze dode slachtoffers opeist in het nabije koninkrijk.
Myrms zijn geen echte dwergen, maar verstoten mensen met dwerggroei uit het koninkrijk Zhar. 